# Saison (rivière)
Pour les articles homonymes, voir Saison (homonymie).
Le Saison ou gave de Mauléon est une rivière française des Pyrénées.
Appelé en basque Uhaitz Handia ou Ühaitza, «le grand gave», c'est le principal affluent du gave d'Oloron.
Le gave est un cours d'eau torrentiel à lit mobile surtout entre Licq-Athérey et Gotein-Libarrenx.
Lors des périodes glaciaires, la haute vallée du Saison fut occupée par un glacier, le plus occidental des glaciers de vallée pyrénéens, formé par la rencontre des glaciers supérieurs de Larrau et de Saint-Engrâce.
Ces eaux hébergent de nombreuses espèces piscicoles. La truite fario (salmo trutta fario) est bien présente dans ses eaux et celles de ces affluents, mais plusieurs espèces de poissons migrateurs se reproduisent ou grandissent dans le Saison (anguilles, aloses, lamproies marines, saumons atlantique et truites de mer…). Sur les parties amont on trouve aussi deux espèces de mammifères protégés : la Loutre d'Europe et le Desman des Pyrénées. 

## Hydronymie
Le nom vernaculaire Uhaitz Handia (Uhaitzandi ou simplement Uhaitza) signifie « grand gave » en basque.
Le nom Saisonest probablement dû à une attraction par le nom commun saison de l'ancien Gaison, dérivé de la variante ugaitz d'uhaitz.
Les noms des affluents sont également intéressants d'un point de vue linguistique avec deux thèmes spécifiques :
- *Apʰanize à l'origine du nom des affluents de Montory (Apʰanize) et de Haux (Apʰanixe)[4] ;
- *Apʰahura à l'origine des noms: Apʰaura (d'Aroue et d'Arrast[5], Apʰurra (d'Alçay), Apʰuhura (d'Aussurucq).

La racine gezal, un dérivé adjectival de gazi : « salé » est également représentée. Ces noms pourraient référer à des sources salées comme celle de Camou-Cihigue.

## Géographie

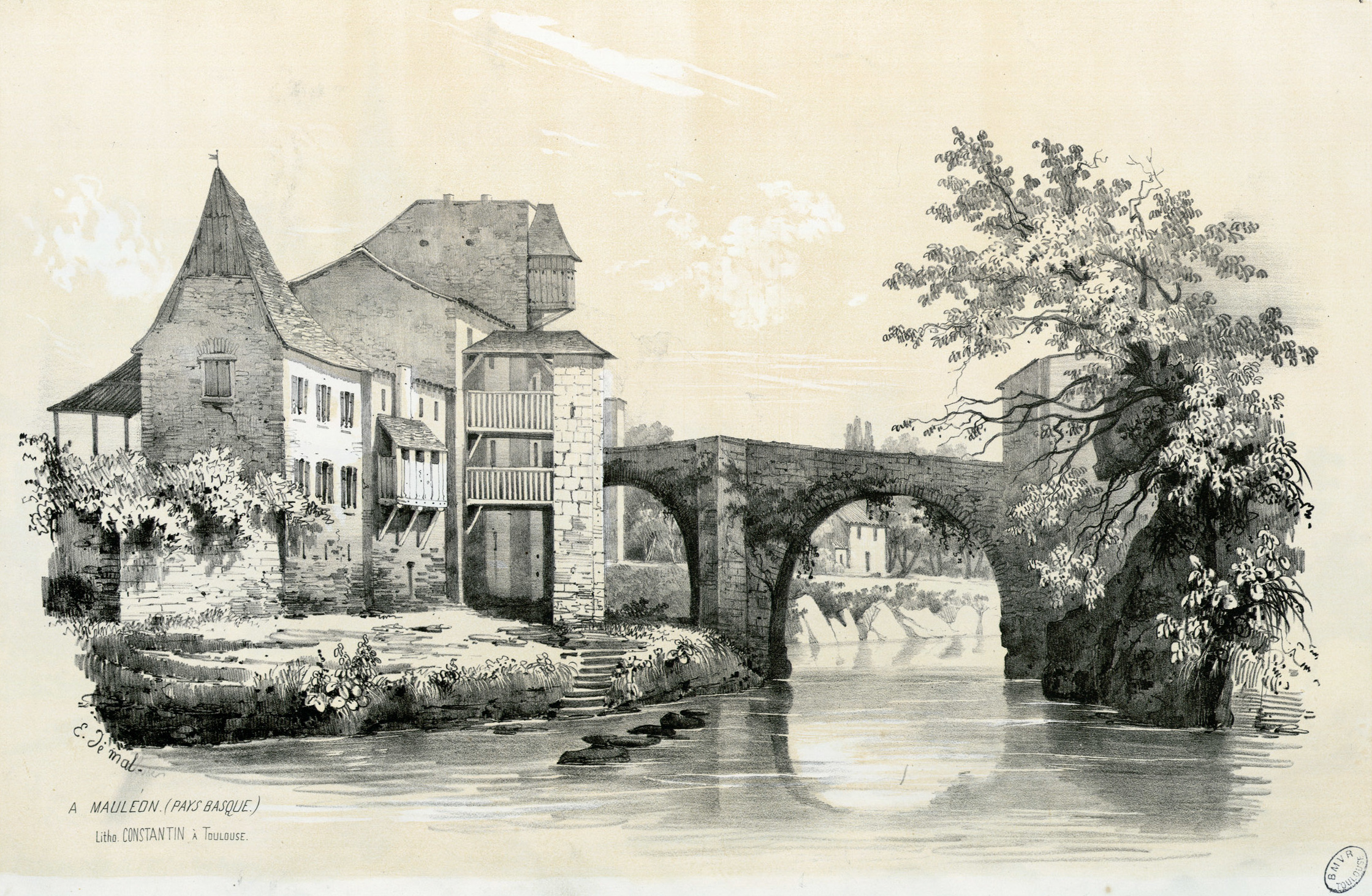
Le Saison à hauteur de Mauléon en 1843, par Eugène de Malbos.

Le Saison naît à Licq-Athérey dans le département des Pyrénées-Atlantiques de la confluence des gaves de Larrau et de Sainte-Engrâce. La longueur cumulée depuis le col d'Iratzabaleta (Larrau) atteint 72,1 km.
Le gave de Sainte-Engrâce présente, dans son cours supérieur, des traces laissées par un petit glacier du quaternaire. Il est également caractérisé par l'ampleur des phénomènes karstiques (action dissolvante des eaux souterraines qui ont entaillé de véritables cañons dans les roches calcaires). Ainsi, au Val Senestre, où se trouve l'abbaye de Sainte-Engrâce, se situent les gorges de Kakouetta. 

Le gave de Larrau, à la crevasse d'Holçarté, large par endroits de 3 m, s'enfonce entre des parois verticales qui atteignent 200 à 300 m de hauteur. 

À hauteur de Tardets, le Saison reçoit son principal affluent, l'Aphoura, provenant du Val Dextre.

Son cours s'assagit ensuite jusqu'à sa confluence dans le Gave d'Oloron en Lauhire à Autevielle-Saint-Martin-Bideren, en aval de Sauveterre-de-Béarn.

### Communes traversées
Pyrénées-Atlantiques : Arrast-Larrebieu, Autevielle-Saint-Martin-Bideren, Berrogain-Laruns, Charre, Charritte-de-Bas, Chéraute, Espès-Undurein, Espiute, Garindein, Gestas, Gotein-Libarrenx, Guinarthe-Parenties, Idaux-Mendy, Lichos, Mauléon-Licharre, Menditte, Nabas, Ordiarp, Ossas-Suhare, Osserain-Rivareyte, Rivehaute, Saint-Gladie-Arrive-Munein, Sauguis-Saint-Étienne, Tabaille-Usquain, Trois-Villes, Viodos-Abense-de-Bas.
Un syndicat de rivière, le SIGOM, regroupant les communes et EPCI de son bassin versant, participe à la gestion de ce cours d'eau.

## Principaux affluents

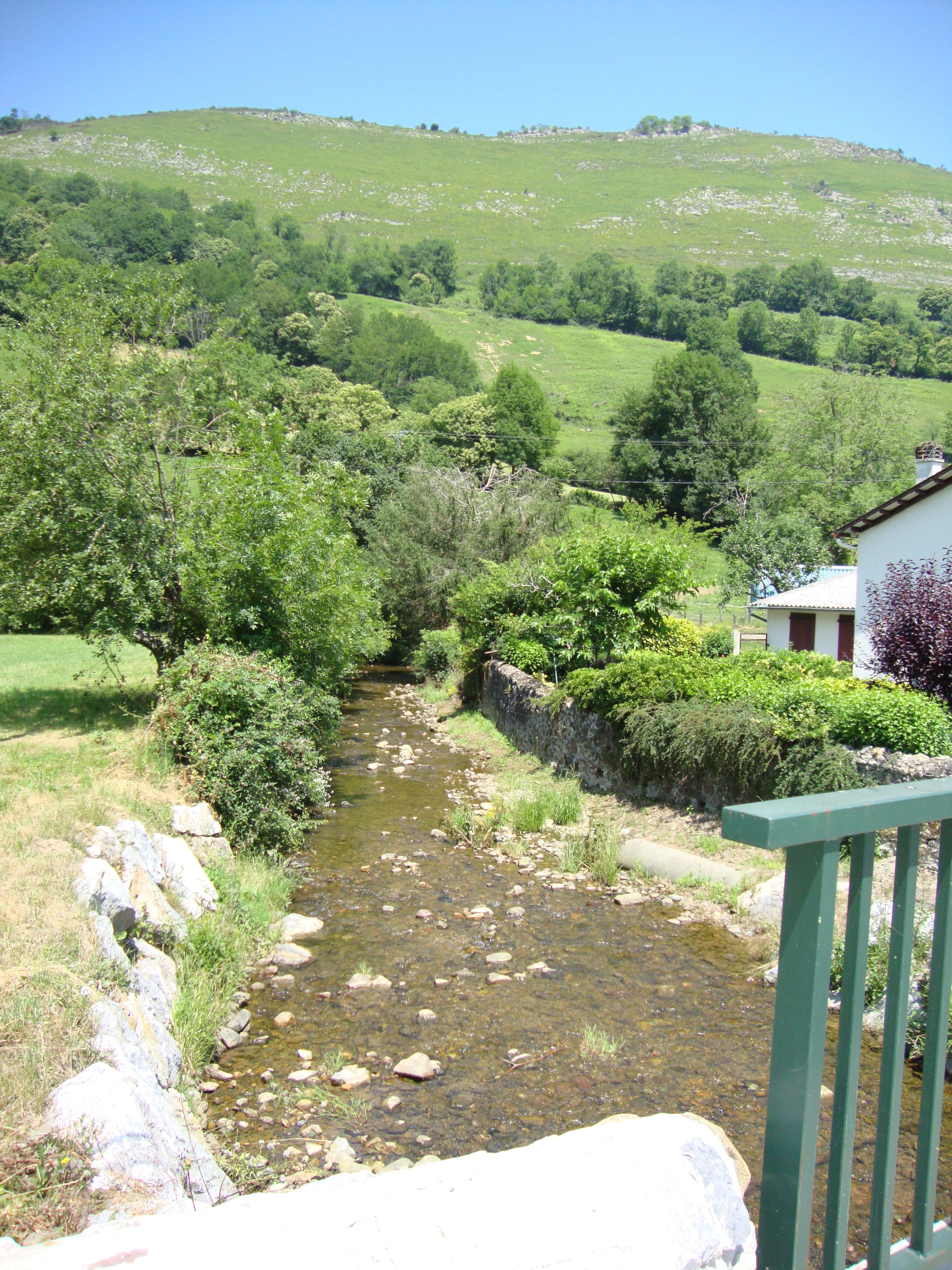
L'Appaniche à Haux.

Les deux gaves, gave de Larrau (env. 20 km qui vient du pic d'Orhy) et gave de Sainte-Engrâce (15,1 km qui vient du gouffre de La Pierre Saint-Martin), par leur réunion forment le Saison. Puis quelques autres rivières rejoignent le gave :
Abréviations : (G) ou (rg) Affluent rive gauche ; (D) ou (rd) Affluent rive droite ; (CP) Cours principal, signale le nom donné à une partie du cours d'eau prise en compte dans le calcul de sa longueur.
- (D) Apʰanixe (Appaniche), 6,2 km, né Zatzuriko erreka, de Haux
- (G) Elgabarrena[7] ou Ütʰürrotxa[8], de Etchebar
- (D) Apʰanize[9], 10,1 km, ou Gastoû[10], né ruisseau de la Batasse, en amont de Montory
- (G) Ihiaga ou Jaga, 1,9 km, de Sibas
- (G) Apʰura / Aphoura, 18 km, d'Alçay
- (G) Gexala / Guéchala ou Ibargoinea, 4,6 km, de Camou-Cihigue
- (D) Ibarra erreka, 5,4 km, né Ihitzarteko erreka[11], de Sauguis
- (G) Apʰuhura / Apouhoura[12] ou Gezaleko erreka / Guéçalia, 10,7 km, de Aussurucq
- (G) Arangorena, 12,5 km, de Ordiarp
  - (G) Abarrakia, 5,5 km, de Musculdy
- (G) Urgorri, 5 km, de Garindein
- (G) Akʰarrabia[13], de Abense-de-Bas (Iriaitzite)
- (G) Oihanako erreka[14] ou Borlaas, 8,8 km, né Lagordoiako erreka, de Ainharp à Lichos
  - (G) Larraska, de Charritte-de-Bas
- (D) Apʰaura[15] ou Latsabi[16] / Laxubie, 11,3 km, de Larrebieu
- (G) Barlako erreka ou Apʰaura[17], 16,7 km, d'Aroue
- (G) Lauhirasse ou Héourqué, 15,4 km, de Lohitzun

## Hydrologie
Le débit du Saison a été observé à Mauléon-Licharre sur une période de 42 ans (1967-2008) .
Le débit moyen annuel de la rivière y est de 24,4 m3/s, pour une surface prise en compte de 480 kilomètres carrés, c'est-à-dire la quasi-totalité de son bassin versant. 
La rivière présente des fluctuations saisonnières de débit typiques des rivières de haute montagne, liées à son régime nivo-pluvial. Les hautes eaux de printemps portent le débit mensuel à des valeurs allant de 37,7 à 38,1 m3/s, en avril-mai (avec un sommet léger en mai). Elles sont dues essentiellement à la fonte des neiges, bien que des pluies se produisent également. À partir du mois de juin, le débit baisse rapidement pour atteindre l'étiage d'été (juillet-septembre) dont le plancher se situe en août (8,12 m3). Dès septembre, sous l'effet des précipitations automnales, le débit remonte progressivement vers un très léger sommet en décembre (30,4 m3/s) se prolongeant en plateau jusqu'en mars, sous l'effet des gels hivernaux (mars : 29,7 m3/s). 

Il faut cependant souligner que ces chiffres ne sont que des moyennes qui cachent des fluctuations bien plus prononcées sur de plus courtes périodes, et selon les années.

### Étiage ou basses eaux
Le VCN3 peut en effet chuter jusque 2,4 m3/s en cas de période quinquennale sèche (2 400 litres), ce qui n'est pas encore très sévère, compte tenu de la taille du bassin versant.

### Crues
Les crues peuvent être très importantes, compte tenu de la taille déjà assez grande du bassin versant. Les QIX 2 et QIX 5 valent respectivement 360 et 510 m3/s. Le QIX 10 est de 610 m3/s, le QIX 20 de 710 m3, tandis que le QIX 50 se monte à 830 m3/s.
Toujours à Mauléon-Licharre, le débit journalier maximal a été de 522 m3/s le 17 juin 1992. 

### Lame d'eau et débit spécifique
Le Saison est une rivière très abondante, puissamment alimentée par les précipitations importantes qui tombent sur les hauts sommets pyrénéens. La lame d'eau écoulée dans le bassin versant de la rivière est de 1 607 millimètres annuellement (moyenne de la France tous bassins confondus : 320 millimètres). Le débit spécifique (Qsp) atteint de ce fait le chiffre extrêmement élevé de 50,8 litres par seconde et par kilomètre carré de bassin.